# Goodnight Elisabeth
Goodnight Elisabeth is een nummer van de Amerikaanse band Counting Crows. Het nummer verscheen als de vijfde track op hun album Recovering the Satellites uit 1996. In 1998 bracht het duo Acda en De Munnik een Nederlandstalige cover van het nummer uit onder de titel "Slaap zacht, Elisabeth", afkomstig van hun album Naar huis.

## Achtergrond
"Goodnight Elisabeth" is geschreven door zanger Adam Duritz en geproduceerd door Gil Norton. Duritz schreef het nummer toen Counting Crows bekend begon te worden. Hij moest zonder zijn vriendin op een lange tournee. In het nummer zingt hij over de plaatsen waar hij heeft opgetreden en hij wilde dat zij bij hem was. Toen hij weer thuiskwam, gingen zij uit elkaar. Toch hield zij altijd een plaats in zijn hart. De vriendin in kwestie heette Betsy, maar Duritz verandert in songteksten vaak de naam van echte personen die hij bezingt. In 1999 werd een liveversie van het nummer uitgebracht op de B-kant van de single "Hanginaround".
In 1998 bracht het Nederlandse zang- en cabaretduo Acda en De Munnik een Nederlandstalige cover uit van "Goodnight Elisabeth" onder de titel "Slaap zacht, Elisabeth". De Nederlandse tekst werd geschreven door Thomas Acda. Het werd geproduceerd door Sander Janssen. Een liveversie van het nummer verscheen op de B-kant van de single "Het regent zonnestralen". Ook werd het uitgebracht op het livealbum "Op voorraad". Hoewel het nummer nooit op de A-kant van een single is verschenen, geniet het wel bekendheid in Nederland. Zo stond het in 2019 voor het eerst in de Radio 2 Top 2000.

## NPO Radio 2 Top 2000
| Nummer met noteringen in de NPO Radio 2 Top 2000 | '19  | '20  |
| ------------------------------------------------ | ---- | ---- |
| Slaap zacht, Elisabeth (Acda en De Munnik)       | 1990 | 1845 |

1. ↑  Een vetgedrukt getal geeft de hoogste notering aan.
2. ↑  2019 was het eerste jaar met een notering voor dit nummer.
3. ↑  Deze tabel is bijgewerkt tot en met de laatste editie (2024).